# Skin Diamond
Skin Diamond, née à Ventura (Californie) le 18 février 1987, est une pin-up et actrice de films pornographiques américaine.

## Biographie
Skin Diamond est née à Ventura, en Californie, et a été élevée à Dunfermline, en Écosse.
Elle est métisse d'origine éthiopienne, danoise, tchèque, yougoslave et allemande,.
Son père est l'acteur américain Rodd Christensen (en). Elle est apparue dans la série télévisée Balamory (en), dans laquelle il jouait, tout comme sa sœur,.
Skin Diamond a débuté comme modèle et a posé notamment pour Louis Vuitton et American Apparel,. Elle commence à tourner des films pornographiques en 2009,.
En 2012, Skin Diamond pose pour David W. Mack qui donne ses traits à Echo dans la mini-série de Marvel Comics intitulée Daredevil: End of Days. Elle joue aussi dans la parodie Vivid X-Men XXX: A Porn Parody d'Axel Braun.
Elle est la Penthouse Pet de juillet 2014.

## Filmographie sélective
Film érotique
- 2016 : Submission (série télévisée) : Dylan (créditée comme Raylin Joy)

Film pornographique
- 2009 : Joanna Angel and James Deen's European Vacation
- 2010 : Cvrbongirl
- 2011 : Lesbian Slumber Party
- 2011 : Only Pussy Please
- 2012 : Belladonna's Fucking Girls 7
- 2012 : Women Seeking Women 89
- 2012 : Dani
- 2012 : Interracial Lesbian Romance
- 2012 : Girls Kissing Girls 9
- 2012 : Girls Kissing Girls 11
- 2013 : Deep Pussy
- 2013 : Lesbian Anal POV 3
- 2013 : I Am Kirsten Price
- 2014 : Dani Daniels: Girl Perversions
- 2014 : Belladonna: Fetish Fanatic 15
- 2015 : 065 Angela White X Skin Diamond
- 2015 : Anal Paradise
- 2016 : Bonnie Rotten Loves Bitches
- 2016 : Dani is a Lesbian
- 2017 : Mothers and Daughters
- 2017 : Pussy Grabbers
- 2018 : Horny and All Alone 3
- 2018 : Vivid's Strap-On Sluts (compilation)

## Récompenses et nominations

### Récompenses
- 2012 : Urban X Awards Female Performer of the Year[10]
- 2013 : XBIZ Award Best Supporting Actress pour Revenge of the Petites[11]
- 2014 : AVN Awards[12]
  - Meilleure scène de sexe oral pour Skin
  - Meilleure scène de double pénétration pour Skin (avec Marco Banderas et Prince Yashua)

### Nominations
- 2012 : XBIZ Award Best New Starlet[13]
- 2012 : AVN Award Best New Starlet[14]
- 2013 : XBIZ Award Female Performer of the Year[15]
- 2013 AVN Award Female Performer of the Year[16]
- 2013 AVN Award Best All-Girl Group Sex Scene pour Meet Bonnie (avec Bonnie Rotten et Asphyxia Noir)[16]
- 2013 : AVN Award Best All-Girl Group Sex Scene pour Mind Fuck (avec Adrianna Luna et Celeste Star)[16]
- 2013 : AVN Award Best Anal Sex Scene pour Nacho Vidal: The Sexual Messiah (avec Nacho Vidal)[16]
- 2013 AVN Award Best Girl/Girl Sex Scene pour Interracial Lesbian Romance (avec Lily Carter)[16]
- 2013 : AVN Award Best Group Sex Scene pour Official The Hangover Parody (avec Mika Tan, Brooklyn Lee, Misty Stone, James Deen, Dane Cross et Alex Gonz)[16]
- 2013 : AVN Award Best Three-Way Sex Scene (G/G/B) pour Joanna Angel: Filthy Whore (avec Joanna Angel et Ramon Nomar)[16]